# Zaidu Sanusi
Zaidu Sanusi (nascut el 13 de juny de 1997) és un futbolista professional nigerià que juga com a lateral esquerre al club de la Primeira Liga FC Porto i a la selecció de Nigèria.
Ha fet la seva carrera com principalment a Portugal, jugant a la Primeira Liga amb el CD Santa Clara i el Porto, i ha guanyat una lliga i un doblet de la Taça de Portugal amb aquest últim el 2022.
Sanusi va fer el seu debut internacional amb la selecció de Nigèria el 2020 i va jugar a la Copa d'Àfrica de Nacions de 2021.

## Carrera de club

### Primers anys i Santa Clara
Nascut a Jega, Kebbi, Sanusi, de 19 anys, va signar amb el Gil Vicente FC de la Primeira Liga portuguesa el 2016. El gener de 2017, va ser cedit al club de tercera divisió SC Mirandela.
Sanusi va arribar a un acord per unir-se al CD Santa Clara el 16 de març de 2019, i l'acord es va fer efectiu l'1 de juliol. Va fer el seu debut a la màxima categoria portuguesa el 15 de setembre d'aquell any, entrant com a suplent tardà en la victòria a casa per 2-0 contra el Moreirense FC. Va marcar el seu primer gol a la competició el 23 de juny de 2020, en una victòria fora de casa per 4-3 sobre el SL Benfica, que va suposar el primer gol dels açores a l'Estádio da Luz.

### Porto
El 30 d'agost de 2020, Sanusi va signar un contracte de cinc anys amb el FC Porto. Va marcar el seu primer gol el 25 de novembre, obrint una victòria per 2-1 a l'Olympique de Marsella a la fase de grups de la UEFA Champions League, sent nomenat a l'Equip de la Setmana del torneig. Va guanyar el primer trofeu de la seva carrera el 23 de desembre, quan va jugar totel partit en què el seu equip va guanyar per 2-0 el Benfica a la Supertaça Cândido de Oliveira, i va acabar el seu primer any amb 41 partits competitius, marcant. en la victòria a la Lliga per 4–3 contra el CD Tondela.
Sanusi va ser la primera opció a la campanya 2021-22 malgrat el fitxatge de Wendell, i va marcar l'únic gol al minut 93 de l'O Clàssico contra el Benfica el 7 de maig de 2022 per segellar el 30è títol de lliga del club. Quinze dies després, va començar i va acabar la final de la Taça de Portugal, derrotant el Tondela per 3–1.
La temporada 2022-23, Sanusi va lluitar amb el brasiler per un lloc de titular. Va patir una lesió muscular en la victòria de grup de la Champions contra l'Atlètic de Madrid l'1 de novembre, i no va tornar a jugar fins al febrer.

## Palmarès
Porto
- Primera Lliga: 2021–22[18]
- Taça de Portugal: 2021–22,[19] 2022–23[20]
- Taça da Liga: 2022–23[21]
- Supertaça Cândido de Oliveira: 2020,[22] 2022[23]